# Alfred Seidl

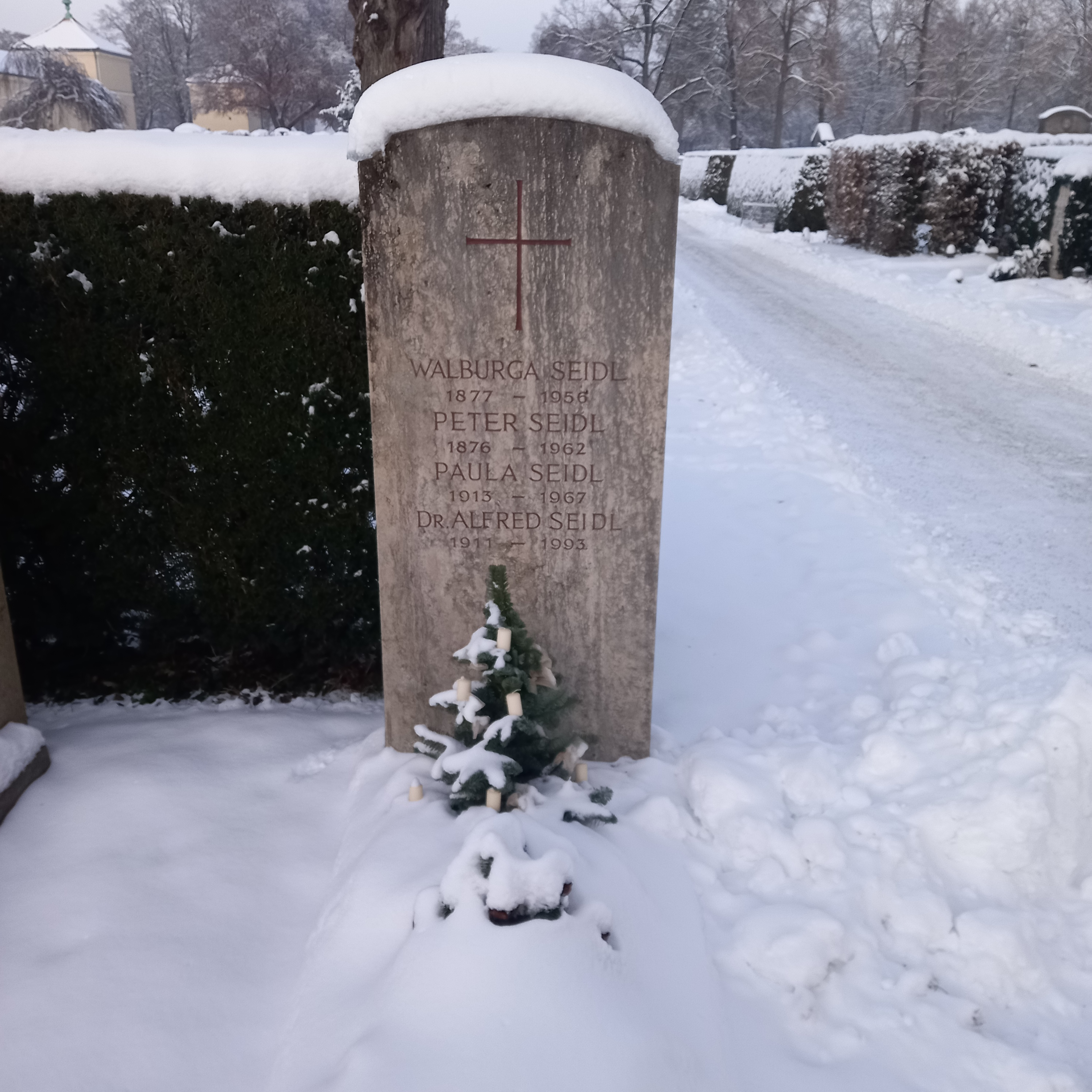
Das Grab von Alfred Seidl im Familiengrab auf dem Nordfriedhof (München)

Alfred Seidl (* 30. Januar 1911 in München; † 25. November 1993 ebenda) war deutscher Jurist, Politiker der CSU sowie zusammen mit Hellmut Diwald  und Alfred Schickel Gründer der geschichtsrevisionistischen Zeitgeschichtlichen Forschungsstelle Ingolstadt.

## Leben
Seidl legte 1935 nach einem Studium der Rechtswissenschaft und Volkswirtschaftslehre an der Universität in München die Erste Juristische Staatsprüfung ab. Bis 1938 Assistent an der dortigen Universität, wurde er bei Edmund Mezger über Der Beginn der Straftat promoviert. Das Werk versuchte das „nationalsozialistische Willensstrafrecht“ wissenschaftlich zu stützen:
„Der Fortschritt… ist vor allem darin zu sehen, daß der Wille … in den Vordergrund gerückt wird, und daß das Willensstrafrecht zum Ausgangspunkt der gesamten Strafrechtsreform gemacht worden ist. Bestraft wird im neuen Strafrecht nicht die Tat, nicht der zufällig eintretende äußere Erfolg, sondern der Wille des Täters.“ (S. 92) Seidl zitierte dafür ausführlich und positiv wertend Roland Freisler: „Mit erfreulicher Klarheit und Schärfe hebt Freisler hervor…“ (S. 97), „Richtig weist Freisler darauf hin …“ (S. 101).
Laut dem britischen Historiker Richard J. Evans könne an „Seidls nationalsozialistischen Überzeugungen […] kein Zweifel bestehen“.
1938 legte Seidl die große juristische Staatsprüfung ab. Von 1937 bis 1940 war Seidl Mitglied der NSDAP. Ab 1940 gehörte Seidl der Wehrmacht an; 1945 ließ er sich als Rechtsanwalt in München nieder.

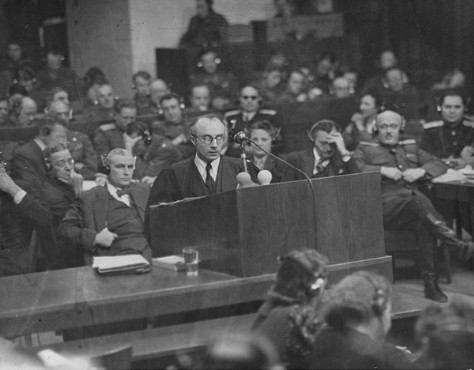
Seidl am Rednerpult vor dem Internationalen Militärgerichtshof

Besondere Bekanntheit erlangte Seidl als Verteidiger in den Nürnberger Prozessen. Im Prozess gegen die Hauptkriegsverbrecher vor dem Internationalen Militärgerichtshof verteidigte er Hans Frank und Rudolf Heß und setzte sich bis an sein Lebensende für dessen Rehabilitierung ein. Im Wilhelmstraßen-Prozess war er Verteidiger des ehemaligen Reichsministers und Chefs der Staatskanzlei Hans Heinrich Lammers. Im sogenannten Pohl-Prozess (United States of America vs. Oswald Pohl et al. (Case No. 4)) verteidigte er Oswald Pohl, im Nürnberger Ärzteprozess (United States of America vs. Karl Brandt et al. (Case No. 1)) verteidigte er Fritz Fischer, Karl Gebhardt und Herta Oberheuser, im I.G.-Farben-Prozess verteidigte er Walter Dürrfeld sowie im Augsburger Prozess Ilse Koch.
Im Zivilprozess des ehemaligen Zwangsarbeiters Norbert Wollheim gegen die I.G. Farben von 1951 bis 1957, der ersten Musterklage eines Zwangsarbeiters auf Schadenersatz gegen ein deutsches Industrieunternehmen, vertrat er als Rechtsanwalt die Beklagte. Auch in späteren Strafprozessen vor deutschen Landgerichten verteidigte Seidl NS-Täter, etwa den Standortarzt des Konzentrationslagers Flossenbürg Hermann Fischer.
Von 1958 bis 1986 war Seidl Mitglied des Bayerischen Landtages, von 1970 bis 1974 zunächst stellvertretender und dann Vorsitzender der CSU-Landtagsfraktion, von November 1974 bis Mai 1977 Staatssekretär im Staatsministerium der Justiz und von Mai 1977 bis Mai 1978 Staatsminister des Innern. In seine Amtszeit als Innenminister fiel auch der Abschluss der kommunalen Gebietsreform in Bayern, die ab 1972 zuerst auf freiwilliger Basis durchgeführt worden war und im Jahre 1978 mit Zwangseingemeindungen abgeschlossen wurde.
Im Jahre 1977 sprach er sich im Zusammenhang mit der Rote Armee Fraktion dafür aus, das Verbot der Todesstrafe aus dem Grundgesetz zu entfernen und die Frage nach der Todesstrafe im Strafgesetzbuch zu regeln.
Nach Seidls Tod schrieb der DVU-Vorsitzende und Herausgeber der rechtsextremen National-Zeitung Gerhard Frey, dass sich Seidl mit ihm „dreieinhalb Jahrzehnte des harmonischen und vielfältigen Zusammenwirkens“ verbunden gefühlt habe und dass er 1988 zusammen mit Theodor Maunz die Satzung der DVU auf ihre Verfassungsmäßigkeit geprüft habe.

## Ehrungen
- Großes Verdienstkreuz (1973) mit Stern (1976) der Bundesrepublik Deutschland[5]
- Bayerischer Verdienstorden
- Ehrenplakette des Bundes der Vertriebenen (1975)

## Veröffentlichungen
- Der Beginn der Straftat. Würzburg 1938.
- Der Fall Rudolf Hess 1941–1987. Dokumentation des Verteidigers. München 1997.
- Der verweigerte Friede. Deutschlands Parlamentär Rudolf Hess muß schweigen. Berlin 1991.